# Something New (film)
Something New är en amerikansk film från 2006 som handlar om en afroamerikansk tjej som träffar en vit man, men som skäms över honom. I huvudrollerna är det Sanaa Lathan som spelar Kenya McQueen och Simon Baker som spelar Brian Kelly. Filmen är skriven av Kriss Turner och regisserad av Sanaa Hamri.

## Rollista
| Sanaa Lathan          | – Kenya Denise McQueen |
| Fuzzy Fantabulous     | – Himself              |
| Katharine Towne       | – Leah Cahan           |
| Stanley DeSantis      | – Jack Pino            |
| K.C. Clyde            | – Waiter               |
| Wendy Raquel Robinson | – Cheryl               |
| Golden Brooks         | – Suzette              |
| Taraji P. Henson      | – Nedra                |
| Marcus Brown          | – Rashid Mohammed      |
| Russell Hornsby       | – Dr. Brockton         |
| Simon Baker           | – Brian Kelly          |